# Bernd-Martin Müller
Pour les articles homonymes, voir Muller.
Bernd-Martin Müller (né le 5 août 1963, mort le 4 octobre 2003) est un chanteur allemand.

## Biographie
Bernd-Martin Müller grandit à Altenkirchen dans un environnement fortement chrétien, son père Herbert Müller étant directeur général de l'œuvre missionnaire évangélique Neues Leben. Il arrive dans la scène musicale chrétienne à la fin des années 1980, d'abord comme violoncelliste pour des artistes reconnus tels que Doris Loh, Hella Heizmann et Wilfried Mann. Bientôt suivent des engagements pour des chœurs de studio ainsi que des parties solo dans divers projets de producteurs chrétiens tels que Jochen Rieger, Helmut Jost et Klaus Heizmann. Bernd-Martin Müller dirige également sa propre chorale, Christians At Work. En 1996 sort le premier album du trio vocal Layna, qu'il forme avec son épouse Thea Eichholz et son ami musicien Ingo Beckmann.
En tant qu'auteur-compositeur, il travaille notamment avec Johannes Jourdan et Peter Strauch.
En novembre 2002, Bernd-Martin Müller se fait diagnostiquer un cancer du pancréas. Lors de la prestation du groupe Layna au festival ProChrist en mars 2003, il parle de sa maladie lors de la cérémonie d'ouverture devant un auditoire d'environ 200 000 visiteurs.